# Вишківка
Ви́шківка — село в Україні, у Чижівській сільській територіальній громаді Звягельського району Житомирської області. Кількість населення становить 115 осіб (2001). До 1939 року — колонія.

## Загальна інформація
Розміщується на лівому березі річки Случ, за 10 км північніше Звягеля.

## Населення
У 1906 році в поселенні налічувалося 152 мешканці, дворів — 22, у 1910 році — 170 жителів, у 1923 році — 406 мешканців, дворів — 64.
Відповідно до результатів перепису населення СРСР, кількість населення, станом на 12 січня 1989 року, становила 118 осіб. Станом на 5 грудня 2001 року, відповідно до перепису населення України, кількість мешканців села становила 115 осіб.

## Історія
Колонію засновано у 1855 році. Колишнє лютеранське поселення, належало до лютеранської парафії у Новограді-Волинському, була школа.
У 1906 році — колонія Романовецької волості (2-го стану) Новоград-Волинського повіту Волинської губернії. Відстань до повітового центру, м. Новоград-Волинський, становила 10 верст, до волосного центру, с. Романівка — 20 верст. Найближче поштове відділення — у Новограді-Волинському.
7 (20) листопада 1917 року, відповідно до Третього Універсалу Української Центральної Ради, увійшла до складу Української Народної Республіки.  
У 1923 році включена до складу новоствореної Чижівської сільської ради, яка 7 березня 1923 року увійшла до складу новоутвореного Новоград-Волинського району Житомирської (згодом — Волинська) округи. Розміщувалася за 8 верст від районного центру, м. Новоград-Волинський, та 1,5 версти — від центру сільської ради, с. Чижівка. 1 червня 1935 року, в складі сільської ради, включена до приміської смуги Новоград-Волинської міської ради Київської області. У 1939 році віднесена до категорії сіл. 4 червня 1958 року, разом із сільською радою, передане до складу відновленого Новоград-Волинського району Житомирської області.
3 серпня 2016 року включене до складу новоствореної Чижівської сільської територіальної громади Новоград-Волинського (згодом — Звягельський) району Житомирської області.